# 加納政直
加納 政直（かのう まさなお）は、紀州藩家老。通称は平次右衛門。官途名は大隅守。

## 生涯
元和8年（1622年）、紀州藩士・加納直恒の子として生まれた。
慶安2年（1649年）、部屋住みのままで召し出され、合力米80石を賜った。大番与頭となり、切米200石の加増を受け、名を平次右衛門と改めた。寛文7年（1667年）7月、父の直恒の隠居により家督と知行2,000石を相続し、紀州藩家老となった。さらに2,000石の加増を受けて知行4,000石となった。貞享元年（1684年）10月に、藩主光貞の四男として産まれた源六（後の徳川吉宗）を預けられた。吉宗は政直の屋敷で5歳まで養育された。元禄4年（1691年）1月、従五位下大隅守に叙任された。
元禄12年（1699年）7月、隠居して家督を嫡男政信に譲り、良存と号した。正徳5年（1715年）12月24日、死去。享年94歳。

次男の久通は紀州藩士加納本家の加納久政の養子となり、同家の家督を相続し、藩主の吉宗に仕えた。吉宗の徳川宗家相続に伴い、選抜された他の藩士らと共に吉宗に随伴して藩を離れ江戸に移り、以降は幕府直参の旗本として仕えた。享保11年（1726年）には大名に列し、伊勢八田藩初代藩主となった。

## 加納政直が登場する作品

### テレビドラマ
- 『八代将軍吉宗』（1995年、NHK大河ドラマ、演：牟田悌三）